# Friedrich Verzetnitsch

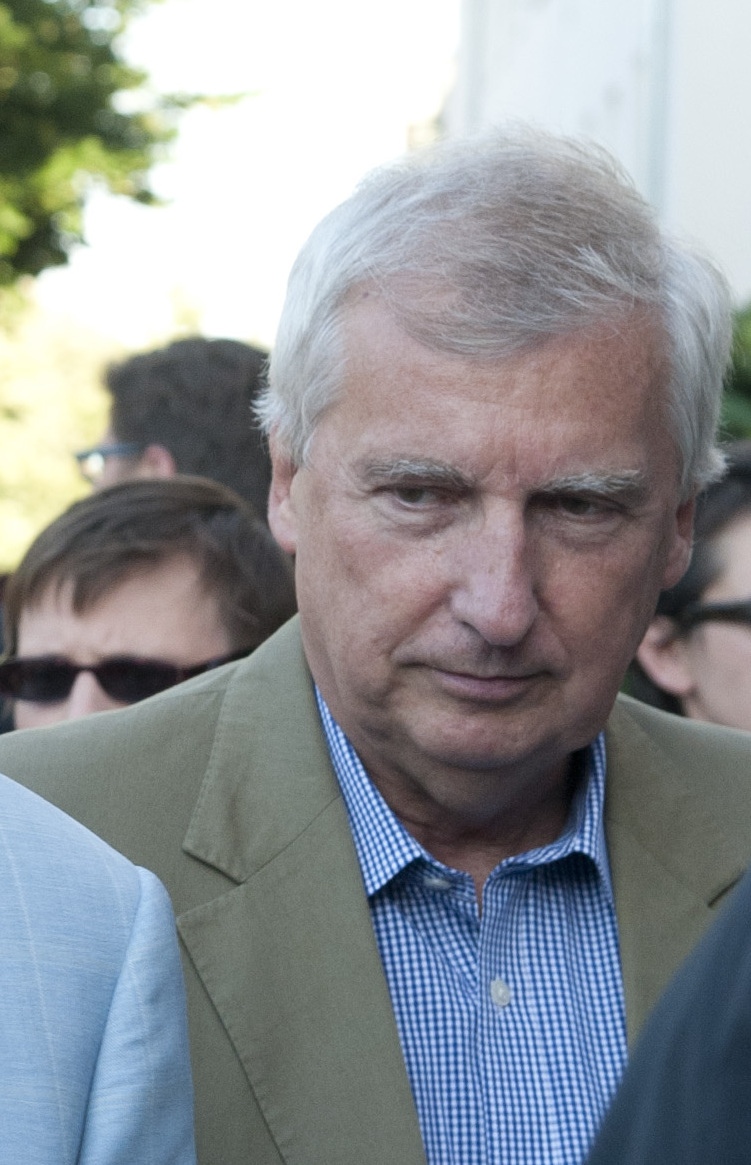
Fritz Verzetnitsch (2011)

Friedrich „Fritz“ Verzetnitsch (* 22. Mai 1945 in Wien; † 18. Juli 2024) war ein österreichischer Politiker und ÖGB-Gewerkschaftsfunktionär. Er gehörte der SPÖ an.

## Jugend und Ausbildung
Fritz Verzetnitsch wuchs in einfachen Verhältnissen in Wien auf. Von 1951 bis 1955 besuchte er eine Volksschule im sowjetischen Teil der Stadt, danach die Hauptschule. Er erlernte den Beruf des Gas- und Wasserleitungsinstallateurs, den er bis 1970 auch ausübte. Ab 1970 war er Angestellter des Österreichischen Gewerkschaftsbundes. In den Jahren 1973–1981 war er Jugendsekretär, von 1983 bis 1987 leitender Sekretär des ÖGB.

## Verzetnitsch als ÖGB-Präsident
1987 trat Anton Benya nach über zwanzig Jahren von seiner Funktion als ÖGB-Präsident zurück. Die Gewerkschaftsspitze vollzog einen Generationenwechsel und wählte den erst 42-jährigen Verzetnitsch zum Präsidenten. Von 1993 bis 2003 übte er auch das Amt des Präsidenten des Europäischen Gewerkschaftsbundes aus. In seine Amtszeit fiel eine Periode von zehn Jahren ohne gewerkschaftliche Kampfmaßnahmen.

## Verzetnitsch in der SPÖ
Ab 1985 war Verzetnitsch Mitglied des Bundesvorstandes, später des Bundesparteipräsidiums der SPÖ. Nach zwei Jahren im Bundesrat wurde Verzetnitsch 1986 Mitglied des Nationalrates. Dies blieb er bis 2006. Zuletzt war er ein „einfaches Parteimitglied“.

## BAWAG-Affäre und Rücktritt
Im März 2006 wurde bekannt, dass die im Besitz des ÖGB befindliche Bank BAWAG im Herbst des Jahres 2000 knapp vor der Insolvenz gestanden war. Die Bank hatte durch spekulative Geschäfte in Steueroasen in der Karibik enorme Verluste erlitten. Zur Abwendung der möglichen Insolvenz übernahm Verzetnitsch namens des ÖGB eine Haftung für die Verbindlichkeiten der Bank, indem er den sogenannten Streikfonds des ÖGB verpfändete. Er tat dies gemeinsam mit ÖGB-Finanzchef Günter Weninger – gleichzeitig BAWAG-Aufsichtsratsvorsitzender –, ohne das Präsidium des ÖGB darüber in Kenntnis zu setzen. Da die Insolvenz abgewendet werden konnte, wurde die Haftung niemals schlagend. Dem ÖGB erwuchsen allerdings erhebliche finanzielle Nachteile beim wenig später erfolgten Rückkauf der BAWAG-Anteile des früheren Miteigentümers Bayerische Landesbank, da die BAWAG durch die verschleierten Verluste zu hoch bewertet wurde.

Infolge des Skandals trat Fritz Verzetnitsch am 27. März 2006 von allen seinen gewerkschaftlichen und politischen Funktionen zurück – und wurde am 30. April vom ÖGB fristlos entlassen. Rudolf Hundstorfer, der Vorsitzende der Gewerkschaft der Gemeindebediensteten, übernahm die Funktion des ÖGB-Präsidenten. Im Zuge der BAWAG-Affäre reichte der ÖGB am 16. Juni 2006 eine Sachverhaltsdarstellung bei der Staatsanwaltschaft ein. Unter den Angezeigten war auch der ehemalige ÖGB-Präsident Verzetnitsch. 
 Die darauf folgenden Verfahren waren mit Stand Mai 2015 noch nicht abgeschlossen.
Am 18. Juli 2024 wurde der Tod Verzetnitschs nach einer langen und schweren Erkrankung bekanntgegeben. Er wurde am Sieveringer Friedhof bestattet.

## Auszeichnungen
- Großes Goldenes Ehrenzeichen mit dem Stern für Verdienste um die Republik Österreich[8]
- Großes Goldenes Ehrenzeichen für Verdienste um die Republik Österreich